# Ingravescentem Aetatem
Ingravescentem Aetatem (in italiano: L'età avanzata) è un motu proprio del 21 novembre 1970 di papa Paolo VI, con cui veniva stabilita l'età massima per l'esercizio delle funzioni dei cardinali. Le disposizioni entrarono in vigore il 1º gennaio 1971.

## Contenuto
Il motu proprio stabilisce che i cardinali di curia, al compimento del settantacinquesimo compleanno, presentino spontaneamente le proprie dimissioni al papa, salva facoltà di quest'ultimo di accettarle subito o di prorogarle. La formula utilizzata (I cardinali... sono pregati di voler spontaneamente presentare... la rinuncia al loro ufficio) non rendeva tuttavia obbligatoria la presentazione delle dimissioni, ma solo facoltativa.
Tutti i cardinali, al compimento degli ottant'anni, cessano di essere membri dei dicasteri della curia romana e perdono il diritto di entrare in conclave per eleggere il papa. Norme particolari riguardavano il camerlengo e il penitenziere maggiore, con la previsione di nomine transitorie fino all'elezione del nuovo papa, qualora, alla morte del pontefice, avessero già compiuto gli ottant'anni.
Il decano del collegio cardinalizio, invece, sottostà alle norme ordinarie e, nel caso di superamento degli ottant'anni, le sue funzioni nel conclave sono assunte dal sottodecano o, se anch'egli è assente, dal cardinale vescovo più anziano.
Queste disposizioni seguono quelle del motu proprio Ecclesiae Sanctae del 6 agosto 1966 dello stesso papa Paolo VI, che prevede che tutti i vescovi e gli altri ordinari a loro equiparati debbano presentare le loro dimissioni prima del compimento del 75º anno di età; rimane facoltà della Santa Sede accettare le loro dimissioni.